# Besstràixnaia
Besstràixnaia - Бесстрашная (rus) - és una stanitsa del krai de Krasnodar, a Rússia. Es troba al Caucas Nord, a 34 km al sud-oest d'Otràdnaia i a 192 km al sud-est de Krasnodar.